# Morelos, Soyaló
Morelos är en ort i Mexiko.   Den ligger i kommunen Soyaló och delstaten Chiapas, i den sydöstra delen av landet, 700 km öster om huvudstaden Mexico City. Morelos ligger 782 meter över havet och antalet invånare är 187.
Terrängen runt Morelos är kuperad åt nordost, men åt sydväst är den bergig. Runt Morelos är det ganska tätbefolkat, med 108 invånare per kvadratkilometer. Närmaste större samhälle är Bochil, 14,0 km öster om Morelos. I omgivningarna runt Morelos växer huvudsakligen savannskog.